# Вело (Виченца)
Вело је насеље у Италији у округу Виченца, региону Венето.
Према процени из 2011. у насељу је живело 1276 становника. Насеље се налази на надморској висини од 675 м.